# Ebon Moss-Bachrach
Ebon Che Moss-Bachrach (Amherst (Massachusetts), 19 maart 1977) is een Amerikaans acteur.

## Biografie
Moss-Bachrach heeft de high school doorlopen aan de Amherst Regional High School in Amherst (Massachusetts) en hierna ging hij studeren aan de Columbia-universiteit in New York.
Moss-Bachrach heeft een relatie met een fotografe waaruit hij een kind heeft (2006).

## Filmografie

### Films
Uitgezonderd korte films.
- 2025 The Fantastic Four: First Steps - als Ben Grimm / The Thing
- 2024 Hold Your Breath - als Wallace Grady
- 2023 No Hard Feelings - als Gary
- 2022 Sharp Stick - als Yuli
- 2020 Tesla - als Anital Szigeti
- 2019 Good Posture - als Don Price
- 2019 Blow the Man Down - als Gorski
- 2019 Lying and Stealing - als Ray Warding
- 2018 The Big Take - als Max O'Leary
- 2014 We'll Never Have Paris - als Guillaume
- 2013 Douglas Brown – als ??
- 2013 The Volunteer – als Ethan
- 2013 Gods Behaving Badly – als Neil
- 2012 Come Out and Play – als Francis
- 2012 Lola Versus – als Nick
- 2011 Higher Ground – als Luke
- 2009 Une aventure New-Yorkaise – als Arthur
- 2009 The Marc Pease Experience – als Gavin
- 2009 Breaking Upwards – als Dylan
- 2007 Evening – als Luc
- 2007 Suburban Girl – als Ethan Eisenberg
- 2006 Wedding Daze – als Matador
- 2006 The Lake House – als Henry Wyler
- 2006 Live Free of Die – als Gazaniga
- 2006 Champions – als Stan
- 2005 Stealth – als Tim
- 2005 The Dying Gaul – als Olaf
- 2005 Road – als Jay
- 2004 Poster Boy – als Charlie
- 2004 Winter Solstice – als Steve
- 2004 Point&Shoot – als Chad Rhodes
- 2003 Mona Lisa Smile – als Charlie Stewart
- 2003 Death of a Dynasty – als Dave Katz
- 2003 American Splendor – als MTV regisseur
- 2002 Porn 'n Chicken – als Hutch
- 2001 The Royal Tenenbaums – als Frederick
- 2001 Never Again – als Andy
- 2001 The Believer – als ober
- 1999 Murder in a Small Town – als Billy

### Televisieseries
Uitgezonderd eenmalige gastrollen.
- 2022-2024 The Bear - als Richard 'Richie' Jerimovich - 28 afl.
- 2024 The Boar's Nest: Sue Brewer and the Birth of Outlaw Country Music - als Shel Silverstein - 6 afl.
- 2023 Possession - als Manny Durso (stem) - 10 afl.
- 2022 Andor - als Arvel Skeen - 3 afl.
- 2022 The Dropout - als John Carreyrou - 3 afl.
- 2019-2020 NOS4A2 - als Chris McQueen - 20 afl.
- 2020 Interrogation - als Trey Carano - 6 afl.
- 2017 The Punisher - als David Lieberman / Micro - 12 afl.
- 2014–2017 Girls - als Desi - 25 afl.
- 2014–2015 The Last Ship - als Amerikaanse wetenschapper - 10 afl.
- 2010 Rubicon – als Craig Salenger – 3 afl.
- 2010 Damages – als Nick Salenger – 8 afl.
- 2008 John Adams – als John Quincy Adams – 3 afl.